# Kerstvloed (1717)

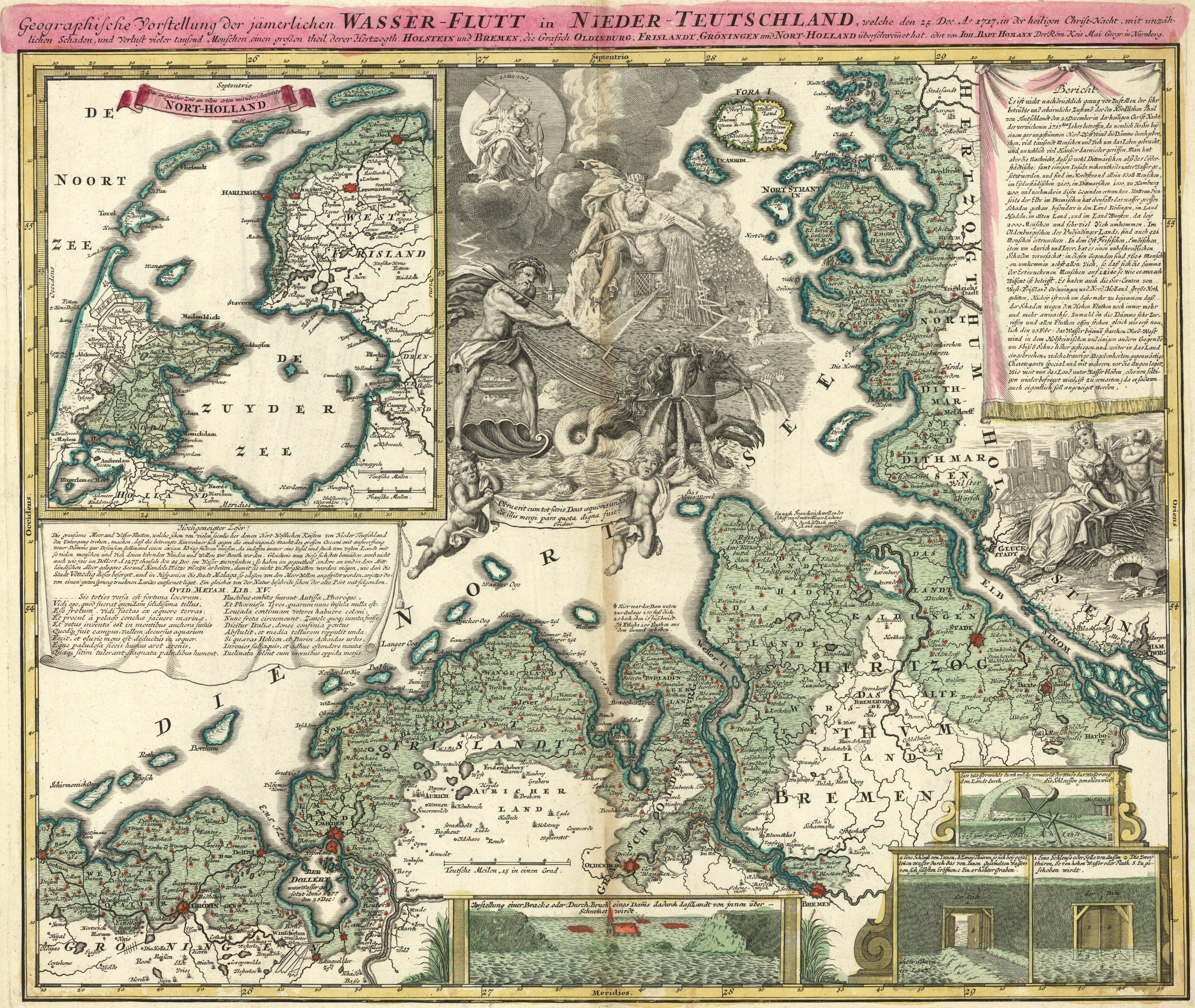
De getroffen gebieden

De Kerstvloed was een stormvloed die optrad in de nacht van 24 op 25 december 1717 en grote gevolgen heeft gehad voor de getroffen gebieden aan de Noordzeekust.
De Kerstvloed was het gevolg van een noordwesterstorm, die in de kerstnacht het kustgebied van Nederland, Duitsland en Denemarken trof. In totaal verdronken ca. 14.000 mensen. Het was de laatste grote overstroming in Noord-Nederland.
Het water reikte tot de stad Groningen en ook tot onder andere Zwolle, Dokkum, Amsterdam en Haarlem. Veel dorpen die dicht bij zee lagen, zoals West-Vlieland en dorpen achter de zeedijken in Groningen (zoals Den Andel en Westernieland), werden volledig verwoest. Volgens schattingen verdronken er in de provincie Groningen ruim 2.276 mensen, 11.666 koeien, 3.200 paarden en 21.214 schapen en werden 1.560 huizen verwoest. De reddingsoperatie in Groningen stond onder leiding van Thomas van Seeratt.
De lokale gemeenschappen kregen te maken met bevolkingsverlies, economische neergang en armoede. Geen enkel kustgebied tussen Nederland en Denemarken bleef hiervan verschoond. Overal braken dijken door, gevolgd door het onderlopen van grote oppervlakken land. Tussen Tønder in Sleeswijk en het Oost-Friese Emden verdronken zo'n 9.000 mensen, in Nederland waren 2.500 slachtoffers te betreuren.
De zwaarst getroffen gebieden lagen in het graafschap Oldenburg, rond Jever, Kehdingen en het vorstendom Oost-Friesland. Op het schiereiland Butjadingen verdronk 30% van de bevolking.
In alle getroffen kustgebieden ging een grote hoeveelheid vee verloren. Alleen al in Oost-Friesland werden 900 huizen compleet weggespoeld. De schade aan dijken en sluizen (zijlen) was onbeschrijfelijk.
Overlevenden bleven lange tijd ongewis over het lot van vermiste familieleden. Van de 284 vermiste personen uit Werdum in Oost-Friesland waren bijvoorbeeld op 5 februari 1718 nog maar 32 teruggevonden.
Het effect van deze stormvloed in de koude wintertijd - een paar dagen na deze vloed traden strenge vorst en sneeuwval in - werd nog versterkt toen het grotendeels openliggende land in de nacht van 25 op 26 februari door een nieuwe stormvloed werd getroffen.
Na de vloed van 1717 werd de verantwoordelijkheid van de kwaliteit van de dijken, die tot op dat moment bij de grondeigenaren lag, overgedragen aan de Nederlandse regering.